# 46-я воздушная армия верховного главнокомандования стратегического назначения
46-я воздушная армия верховного главнокомандования стратегического назначения (46 ВА ВГК СН) — воздушная армия СССР в составе Командования дальней авиации Военно-воздушных сил Вооружённых сил СССР.

## История организационного строительства
- Сформирована 16 мая 1942 года приказом НКО от 5 мая 1942 года на базе ВВС Калининского фронта как 3-я воздушная армия[1].
- В апреле 1946 года выведена в Смоленск и управление 3-й воздушной армии Директивой Генерального штаба переформировано в управление 1-й воздушной армии дальней авиации[2].
- В феврале 1949 года в соответствии с директивой Генерального штаба ВС СССР управление 1-й воздушной армии дальней авиации переименовано в управление 50-й воздушной армии дальней авиации[3].
- В связи с реорганизацией Вооружённых сил СССР в августе 1960 года 50-я воздушная армия дальней авиации переформирована[4]:
  - управление армии — в управление 50-й ракетной армии[4];
  - часть соединений — сведена в 6-й отдельный тяжёлый бомбардировочный авиационный корпус[4];
- 6-й отдельный тяжёлый бомбардировочный авиационный корпус за большие заслуги в вооружённой защите социалистической Родины, успехи в боевой и политической подготовке и в связи с 30-летием Победы советского народа в Великой Отечественной войне 1941—1945 гг, Указом Президиума Верховного Совета СССР от 30 апреля 1975 года награждён орденом Красного знамени со вручением Грамоты Президиума Верховного Совета СССР. Корпус стал именоваться 6-й отдельный тяжёлый бомбардировочный Краснознамённый авиационный корпус;
- на базе 6-го отдельного тяжёлого бомбардировочного Краснознамённого авиационного корпуса в соответствии с приказом МО СССР 1 августа 1980 года развёрнута 46-я воздушная армия ВГК СН, которая вошла в подчинение Командования Дальней авиации[5];
- 46-я воздушная армия ВГК СН 1 октября 1994 года в соответствии с директивой генерального штаба МО РФ расформирована[5].

## История наименований
- ВВС Калининского фронта[6] (с 17 октября 1941 года);
- 3-я воздушная армия (5 мая 1942 года);
- 1-я воздушная армия дальней авиации (9 апреля 1946 года);
- 50-я воздушная армия дальней авиации (20 февраля 1949 года);
- 6-й отдельный тяжёлый бомбардировочный авиационный корпус (с 01.08.1960 г.);
- 6-й отдельный тяжёлый бомбардировочный Краснознамённый авиационный корпус (30.04.1975 г.);
- 46-я воздушная армия верховного главнокомандования стратегического назначения (1 августа 1960 года);
- Войсковая часть 47002.

## Состав
- 13-я гвардейская тяжёлая бомбардировочная авиационная Днепропетровско-Будапештская ордена Суворова дивизия (Полтава, Украинская ССР)[7];
- 15-я гвардейская тяжёлая бомбардировочная авиационная Гомельская дивизия (Озёрное, Житомирская область), с 01.01.1992 года вошла в состав ВВС Украины[7];
- 22-я гвардейская тяжёлая бомбардировочная авиационная Донбасская Краснознамённая дивизия (Бобруйск, Могилёвская область)[7];
- 326-я тяжёлая бомбардировочная авиационная Тарнопольская ордена Кутузова дивизия (Тарту, Эстонская ССР)[7];
- 103-й гвардейский военно-транспортный авиационный Красносельский полк (Смоленск)[7];
- 199-й отдельный гвардейский дальний разведывательный авиационный Брестский полк (Нежин, Черниговская область)[7];
- 290-й отдельный дальний разведывательный авиационный полк (Зябровка, Гомельская область)[7];

64-й отдельный полк связи и АСУ (Смоленск).

## Дислокация
Соединения и части армии дислоцировались на территории шести союзных республик Советского Союза, восьми военных округов и 24 областей.
- Штаб и управление армии — город Смоленск[7].
- Части и соединения — Смоленская область, Черниговская область, Гомельская область, Могилёвская область, Житомирская область, Полтавская область, Эстонская ССР, Латвийская ССР, Белорусская ССР, Литовская ССР и другие[5][7].

## Подчинение
| Объединение                  | Период                               |
| ---------------------------- | ------------------------------------ |
| Командование дальней авиации | август 1980 года — октябрь 1994 года |

## Командующие армией
- Генерал-лейтенант авиации Тараканов Александр Иванович[5][7], 01.08.1980 — 08.1987
- Генерал-лейтенант авиации Константинов Борис Афанасьевич[7], 08.1987 — 12.1992
- Генерал-лейтенант авиации Столяров Леонид Ефимович[5][7], 12.1992 — 10.1994

## Заместители Командующего армией

### член Военного Совета — начальник политотдела
- генерал-майор авиации Горбунов Н.П[5].
- генерал-майор авиации Вовченко В.В[5].

### Начальник штаба
Генерал-майор авиации Константин Морозов.Ставший впоследствии министром обороны Украины при президенте Кравчуке
- генерал-майор авиации Зенченко Р.Н[5].
- генерал-майор авиации Трезнюк Г.П[5].